# Metosulam
Metosulam ist eine chemische Verbindung aus der Gruppe der Sulfonanilide, Triazole und Pyrimidine (Triazolopyrimidine), welche 1994 von DowElanco (jetzt Dow AgroSciences) als Sulfonylharnstoff-Herbizid eingeführt wurde.

## Gewinnung und Darstellung
Metosulam wird aus drei wesentlichen Edukten gewonnen: 5-Amino-3-mercapto-1,2,4-triazol, 4-Brom-3-methylanilin, und Malonoyldichlorid. Dazu wird das Triazol mit Chlor zu der entsprechenden Chlorsulfonsäure oxidiert und mit dem Anilin zum Sulfonamid kondensiert. Der Pyrimidinring wird dann durch Reaktion mit dem Malonylchlorid gebildet, und die beiden Hydroxygruppen durch Phosphoroxychlorid zu Chloratomen substituiert. Durch erneute Reaktion mit elementarem Chlor werden im Anilinring nun noch zwei Chloratome angebracht und die Chloratome im Pyrimidinring wiederum mit Natriummethanolat zu Methoxygruppen substituiert. Der letzte Schritt ist eine Palladium-katalysierte Dehalogenierung des Bromatoms.

## Verwendung
Metosulam wird als selektives Vorauflauf-Herbizid gegen Unkräuter in Getreide und Mais eingesetzt.

## Zulassung
Metosulam wurde in der Europäischen Union im Jahr 2010 zugelassen. In einigen Staaten der EU waren Pflanzenschutzmittel, die Metosulam enthielten, erhältlich. In Deutschland gab es Kombipräparate zusammen mit dem Wirkstoff Flufenacet, in Österreich und der Schweiz waren keine Pflanzenschutzmittel mit Metosulam zugelassen. Ende April 2021 lief die Zulassung in der EU aus.

## Externe Identifikatoren
1. ↑  Externe Identifikatoren von bzw. Datenbank-Links zu 5-Amino-3-mercapto-1,2,4-triazol:  CAS-Nr.: 16691-43-3, EG-Nr.: 240-735-6, ECHA-InfoCard: 100.037.017, PubChem: 2723869, ChemSpider: 2006054, Wikidata: Q26841259.
2. ↑  Externe Identifikatoren von bzw. Datenbank-Links zu 4-Brom-3-methylanilin:  CAS-Nr.: 6933-10-4, EG-Nr.: 230-056-3, ECHA-InfoCard: 100.027.324, PubChem: 23359, ChemSpider: 21844, Wikidata: Q72446554.
3. ↑  Externe Identifikatoren von bzw. Datenbank-Links zu Malonoyldichlorid:  CAS-Nr.: 1663-67-8, EG-Nr.: 216-772-9, ECHA-InfoCard: 100.015.249, GESTIS: 494048, PubChem: 74269, ChemSpider: 66875, Wikidata: Q48998967.